# New Hartley
New Hartley – wieś w Anglii, w hrabstwie Northumberland. Leży 14 km na północny wschód od miasta Newcastle upon Tyne i 408 km na północ od Londynu. Miejscowość liczy 1691 mieszkańców.